# F.B.I. operazione Baalbeck
F.B.I. operazione Baalbeck, anche conosciuto come La moneta spezzata, è un film del 1964 diretto da Marcello Giannini e Hugo Fregonese.

## Trama
L'F.B.I. conduce una guerra senza quartiere contro una banda di contrabbandieri libanesi.